# Rosemary Coogan
Pour les articles homonymes, voir Coogan.
Rosemary Coogan, née en 1991, est une astrophysicienne britannique. Elle est sélectionnée en novembre 2022 comme astronaute par l'Agence spatiale européenne.

## Biographie
Rosemary Coogan naît en 1991 à Belfast, en Irlande du Nord. Elle obtient un master de physique à l'université de Durham et soutient en 2019 une thèse à l'université du Sussex.
Elle fait un post-doctorat à l’Institut Max-Planck à Munich puis rejoint le Centre national d'études spatiales en tant qu'astrophysicienne en 2022. Elle est sélectionnée par l'agence spatiale européenne (ESA) en novembre 2022,. Une autre femme est sélectionnée, la Française Sophie Adenot.